# Saison d'Erpe-Mere
Saison d’Erpe-Mere is een Belgisch bier van hoge gisting.
Het bier wordt sinds 2004 gebrouwen in Brouwerij De Glazen Toren te Mere in de gemeente Erpe-Mere. Het is het allereerste bier door deze brouwerij gebrouwen.
Het is een stroblond bier, type Henegouwse saison, met een alcoholpercentage van 6,9%.